# (8908) 1995 WY6
A (8908) 1995 WY6 a Naprendszer kisbolygóövében található aszteroida. Ueda Szeidzsi és Kaneda Hirosi fedezte fel 1995. november 18-án.